# Предолимпийский турнир по современному пятиборью 1960
Предолимпийский турнир по современному пятиборью был проведен в Риме (Италия) с 4 по 8 апреля 1960 года. В соревнованиях приняло участие 20 спортсменов от Италии, Англии, Швейцарии и СССР. Пятиборцам представилась возможность опробовать спортивные объекты, на которых в августе должны были пройти XVII Олимпийские игры.

## Личное первенство
| Дисциплина        | Золото                | Серебро                  | Бронза               |
| Личное первенство | Иван Дерюгин · СССР · | Николай Татаринов · СССР | Игорь Новиков · СССР |

- Итоговая таблица.

| Место | Спортсмен         | Спортивное общество | Конкур           | Фехтование    | Стрельба | 300 м       | 4 км         | Сумма |
| ----- | ----------------- | ------------------- | ---------------- | ------------- | -------- | ----------- | ------------ | ----- |
| 1.    | Иван Дерюгин      | СССР                | 925/время 5.26,3 | 946/34 победы | 700/180  | 1055/3.49,0 | 1234/13.42,3 | 4860  |
| 2.    | Николай Татаринов | СССР                | 965/5.34,0       | 838/30        | 980/194  | 895/4.21,0  | 1120/14.20,5 | 4798  |
| 3.    | Новиков Игорь     | СССР                | 995/5.36,8       | 973/35        | 500/170  | 995/4.01,0  | 1291/13.23,3 | 4754  |
| 4.    | Борис Пахомов     | СССР                | 945/5.24,8       | 622/22        | 740/182  | 1045/3.51,0 | 1288/13.24,3 | 4640  |